# 2019
2019 (MMXIX) je bilo navadno leto, ki se je po gregorijanskem koledarju začelo na torek. Organizacija združenih narodov je 2019 proglasila za mednarodno leto domorodnih jezikov, mednarodno leto moderacije in mednarodno leto periodnega sistema elementov.

## Dogodki

### Januar–junij
- 1. januar – 
  - v Sloveniji stopi v veljavo prepoved brezplačnih plastičnih nosilnih vrečk v prodajalnah.[2]
  - Katar izstopi iz Organizacije držav izvoznic nafte.
- 3. januar – kitajska sonda Čang'e 4 kot prvo vesoljsko plovilo v zgodovini pristane na oddaljeni strani Lune.
- 1. februar – Združene države Amerike odstopijo od sporazuma o uničenju jedrske oborožitve srednjega in kratkega dosega, dan kasneje sledi Rusija.
- 3. februar – papež Frančišek prispe v Združene arabske emirate in postane prvi papež, ki je obiskal Arabski polotok.
- 12. februar – Republika Makedonija se uradno preimenuje v Republiko Severno Makedonijo, s čimer razreši dolgoletni spor o imenu z Grčijo.
- 26. februar – Vojno letalstvo Indije izvede zračne napade na domnevna oporišča islamskih teroristov v delu Kašmirja, ki ga nadzoruje Pakistan, s čimer se močno zaostrijo odnosi med državama.
- 19. marec – po 29 letih na oblasti odstopi predsednik Kazahstana Nursultan Nazarbajev; parlament v njegovo čast naslednji dan preimenuje glavno mesto Astana v Nursultan.
- 23. marec – sirska državljanska vojna: Sirske demokratične sile razglasijo zmago nad Islamsko državo.
- 31. marec – v Hong Kongu se pričnejo množični protesti zaradi predloga zakona, ki bi omogočil izročanje obtožencev kitajskim organom.
- 2. april – zaradi množičnih protestov po skoraj dveh desetletjih na položaju odstopi alžirski predsednik Abdelaziz Bouteflika.
- 10. april – skupina astronomov z osmih radijskih observatorijev širom sveta objavi prvo neposredno sliko črne luknje.
- 11. april – 
  - britanska policija aretira Juliana Assangea, ustanovitelja spletne strani WikiLeaks, po sedmih letih bivanja na ekvadorskem veleposlaništvu v Londonu.
  - v državnem udaru med množičnimi protesti je po več kot 25 letih na oblasti odstavljen sudanski predsednik Omar al Bašir.
- 20. maj – v veljavo stopijo nove definicije osnovnih enot kilograma, ampera, kelvina in mola.
- 30. maj – v veljavo stopi leta 2018 podpisani sporazum, s katerim je ustanovljeno Afriško celinsko prostotrgovinsko območje (AfCFTA).
- 23.–26. maj – v državah članicah Evropske unije potekajo volitve v Evropski parlament,[3] volitve slovenskih evroposlancev 26. maja.[4]
- 5.–6. junij – V Sloveniji poteka četrti vrh pobude Tri morja.

### Julij–december
- 17. julij – Svetovna zdravstvena organizacija razglasi javnozdravstveno krizo mednarodnih razsežnosti zaradi zaostrovanja epidemije ebole v Srednji Afriki.
- 5. avgust – v sklopu od marca trajajočih protestov v Hong Kongu pride do prve splošne stavke na tem ozemlju od leta 1967.
- 7. avgust – v veljavo stopi Singapurska konvencija o mediaciji, ki določa, da morajo sodišča držav podpisnic uveljavljati dogovore trgovinskih mediacij.
- 21. avgust – brazilski Inštitut za vesoljske raziskave objavi podatke o rekordni stopnji požiganja amazonskega deževnega gozda.
- 13.–29. september – Slovenija, Belgija, Francija in Nizozemska gostijo 31. evropsko prvenstvo v odbojki.[5]
- 20.–27. september – udeleženci množičnih podnebnih protestov v 150 državah po vsem svetu zahtevajo ukrepanje vlad glede globalnih podnebnih sprememb.
- 9. oktober – Turško vojno letalstvo z napadi na obmejna naselja v Siriji začne kampanjo proti tamkajšnjim kurdskim milicam.
- 14. oktober – špansko vrhovno sodišče obsodi organizatorje referenduma o neodvisnosti Katalonije leta 2017 na dolgoletne zaporne kazni, kar sproži množične proteste po Kataloniji.
- 25. november – regionalni internetni register RIPE NCC, ki pokriva Evropo, Zahodno Azijo in države nekdanje Sovjetske zveze, podeli zadnji prosti IP-naslov po standardu IPv4.
- 9. december – Svetovna protidopinška agencija izreče Rusiji štiriletno prepoved udeležbe na velikih športnih tekmovanjih zaradi sistemske podpore dopingu.
- 18. december – predstavniški dom ameriškega Kongresa vloži ustavno obtožbo proti predsedniku Donaldu Trumpu in sproži postopek njegove odstavitve (impeachment).
- 20. december – Združene države Amerike ustanovijo Vesoljske sile, vejo Oboroženih sil za vesoljsko bojevanje.
- 30. december – kitajske zdravstvene oblasti izdajo opozorilo o žarišču okužb z dotlej neznanim sevom koronavirusa, ki so v začetku meseca izbruhnile v mestu Vuhan, kar bo kasneje preraslo v pandemijo nove koronavirusne bolezni.

## Smrti
- 4. januar – Harold Brown, ameriški fizik in politik (* 1927)
- 11. januar – 
  - Michael Francis Atiyah, libanonsko-britanski matematik (* 1929)
  - Alojz Kajin, slovenski častnik in politik (* 1924)
- 4. februar – Matti Nykänen, finski smučarski skakalec (* 1963)
- 6. februar – Manfred Eigen, nemški biofizik in biokemik, nobelovec (* 1927)
- 12. februar – Gordon Banks, angleški nogometaš, (* 1937)
- 17. februar – Šaban Šaulić, srbski pevec (* 1951)
- 19. februar – Karl Lagerfeld‎, nemški modni oblikovalec (* 1933)
- 2. marec – Žores Ivanovič Alfjorov, ruski fizik, nobelovec (* 1930)
- 11. marec – Ivan Malavašič, slovenski besedilopisec, pisatelj in slikar (* 1927)
- 22. marec – Zinka Zorko, slovenska jezikoslovka (* 1936)
- 29. marec – Agnès Varda, belgijsko-francoska režiserka (* 1928)
- 5. april – Sydney Brenner, južnoafriški biolog, nobelovec (* 1927)
- 6. april – David J. Thouless, britanski fizik, nobelovec (* 1934)
- 18. april – Iča Putrih, slovenska humoristka (* 1942)
- 25. april – John Havlicek, ameriški košarkar (* 1940)
- 16. maj – Ieoh Ming Pei, kitajsko-ameriški arhitekt (* 1917)
- 20. maj – Niki Lauda, avstrijski dirkač (* 1949)
- 24. maj – Murray Gell-Mann, ameriški fizik, nobelovec (* 1929)
- 6. junij – Dr. John, ameriški glasbenik (* 1941)
- 17. junij – Mohamed Morsi, egiptovski politik (* 1951)
- 29. junij – Guillermo Mordillo, argentinski stripar in ilustrator (* 1932)
- 6. julij – João Gilberto, brazilski glasbenik (* 1931)
- 19. julij – 
  - Ágnes Heller, madžarska filozofinja (* 1929)
  - Rutger Hauer, nizozemski igralec (* 1944)
- 27. julij – John Robert Schrieffer, ameriški fizik, nobelovec (* 1931)
- 29. julij – Tine Lesjak, slovenski harmonikar in skladatelj (* 1957)
- 5. avgust – Toni Morrison, ameriška pisateljica, nobelovka (* 1931)
- 13. avgust – Fanika Požek, slovenska besedilopiska in pesnica (* 1947)
- 16. avgust – Peter Fonda, ameriški filmski igralec (* 1940)
- 18. avgust – Ivan Oman, slovenski politik (* 1929)
- 23. avgust – David Koch, ameriški poslovnež in politični aktivist (* 1940)
- 26. avgust – Zmago Modic, slovenski slikar (* 1953)
- 6. september – Robert Mugabe, zimbabvejski politik (* 1924)
- 16. september – Davo Karničar, slovenski alpinist in ekstremni smučar (* 1962)
- 24. september – Dušan Hadži, slovenski kemik (* 1921)
- 26. september – Jacques Chirac, francoski politik (* 1932)
- 9. oktober – Anton Ožinger, slovenski duhovnik, zgodovinar, arhivar in profesor (* 1943)
- 11. oktober – Aleksej Leonov, ruski kozmonavt (* 1934)
- 16. oktober – John Tate, ameriški matematik (* 1925)
- 22. oktober – Sadako Ogata, japonska diplomatka (* 1927)
- 21. november – Anton Mavretič, slovenski elektrotehnik (* 1934)
- 29. november – Jasuhiro Nakasone, japonska politik (* 1918)
- 9. december – Marie Fredriksson, švedska pevka (* 1958)
- 27. december – Ludvik Vrtačič, slovenski filozof in ekonomist (* 1933)

## Nobelove nagrade
- fizika: James Peebles, Michel Mayor in Didier Queloz
- fiziologija ali medicina: William Kaelin Jr., Peter J. Ratcliffe in Gregg L. Semenza
- kemija: John B. Goodenough, M. Stanley Whittingham in Akira Jošino
- književnost: Olga Tokarczuk (za leto 2018), Peter Handke
- mir: Abiy Ahmed
- ekonomija: Abhijit Banerjee, Esther Duflo in Michael Kremer